# 앙구무아

앙구무아.

앙구무아 문장.

앙구무아(Angoumois, 프랑스어 발음: [ɑ̃ɡumwa])는 프랑스의 옛 프로뱅스이다. 앙굴렘이 중심 도시이며, 샤랑트 주와 대략적으로 일치한다.

## 참고 자료
- Baynes, T.S., 편집. (1878), 〈Angoumois〉, 《브리태니커 백과사전》 2 9판, 뉴욕: Charles Scribner's Sons, 46 short x쪽